# Friedrich Albrecht Karl Johann von Reitzenstein
Friedrich von Reitzenstein (26 mars 1834 - 5 février 1897) est président du district de Lorraine de 1877 à 1880.

## Biographie
Le baron Friedrich Albrecht Karl Johann von Reitzenstein naît le 26 mars 1834, dans une vieille famille aristocratique de Haute-Franconie en Bavière. Après des études de Droit de 1851 a 1855, il fait une carrière de juriste. Membre du Conseil supérieur de la région Lorraine en 1872, il est nommé président du district de Lorraine le 8 mai 1877. Le nouveau Bezirkspräsident est cependant démis de ses fonctions le 22 avril 1880, vraisemblablement pour des raisons politiques. Il se retire alors à Fribourg-en-Brisgau, où il décède le 5 février 1897.
Le 13 novembre 1890, il reçoit le titre de Docteur honoris causa en Sciences politiques par l'Université de Tübingen.